# Gliptine

Gliptine und GLP-1

Gliptine (auch Dipeptidylpeptidase-4-Inhibitoren oder Inkretinverstärker, kurz DPP-4-Inhibitoren oder DPP-4-Hemmer) sind Substanzen, welche den Abbau des Hormons Glucagon-like Peptid 1 (GLP-1) durch das Enzym Dipeptidylpeptidase 4 (DPP-4) hemmen. Sie stellen eine Wirkstoffklasse unter den Antidiabetika dar.

## Wirksamkeit
Als Antidiabetika senken Gliptine den Blutzucker und den HbA1c-Wert („Langzeit-Blutzucker“). Laut Arzneimittelkommission der deutschen Ärzteschaft (AkdÄ) gibt es jedoch keinen wissenschaftlichen Nachweis einer Wirksamkeit von Gliptinen auf patientenrelevante Endpunkte. Gemäß der deutschen Nationalen Versorgungsleitlinie (NVL) zum Typ-2-Diabetes haben Gliptine keinen Einfluss auf Diabetesfolgen wie Mortalität, Tod aufgrund von Herz-Kreislauf-Erkrankungen, Hospitalisierungen aufgrund von Herzinsuffizienz, Retinopathie, Neuropathie, Amputationen oder Nierenschäden.

## Metabolischer Effekt des Glucagon-like Peptid 1 (GLP-1)
Das Hormon GLP-1 zählt zu den Inkretin-Hormonen. Neben den Inselzellen des Pankreas wird es im oberen Dünndarm, im distalen Ileum und im Kolon gebildet. Bei einer Nahrungsaufnahme steigt sein Spiegel glucoseabhängig an (Inkretin-Effekt) und führt zu einer Senkung der Blutglucose, indem es die Insulinsekretion der Beta-Zellen erhöht und die Glucagonsekretion der Alpha-Zellen des Pankreas drosselt. Des Weiteren kommt es über außerpankreatische Wirkungen zu einer verlangsamten Magenentleerung und zu einer Stimulation des Sättigungsgefühls. Die Aktivität des GLP-1 wird begrenzt durch den Abbau des GLP-1 durch die Dipeptidylpeptidase 4 zu einem inaktiven Metaboliten.

## Pharmakologie der Gliptine
Inhibitoren der Dipeptidylpeptidase 4 verhindern den Abbau des Glucagon-like Peptid 1 (GLP-1), indem sie das abbauende Enzym hemmen. Infolgedessen steigert sich die Insulinausschüttung nur nach Nahrungsaufnahme, da nur dann erhöhte Blutspiegel an GLP-1 existieren. Dieses Wirkprinzip verhindert das Auftreten einer Unterzuckerung. Arzneimittel, die diese Wirkstoffe enthalten, können peroral aufgenommen werden und sind gut verträglich.

## Inhibitionsmechanismen

### Transition-state-Inhibitoren
Transition-state-Inhibitoren haben derzeit keine therapeutische Bedeutung. Sie unterbrechen den Vorgang der Spaltung des GLP-1 im aktiven Teil des spaltenden Enzyms DPP-4. Während der erste Schritt, die Bildung des Intermediats (eines kurz existenten Zwischenzustands), noch ausgeführt wird, behindert die Raumstruktur dieser Hemmstoffe das weitere Fortschreiten der Spaltung des Substrats.

### Einschlussinhibitoren
Das aktive Zentrum der DPP-4 enthält eine hydrophobe Tasche. Dies ist ein Bereich des Enzyms, in dem unpolare, nichtionische Aminosäuren überwiegen. Die Einschlussinhibitoren besitzen einen hydrophoben Molekülteil, der eine ähnliche unpolare Beschaffenheit aufweist, wodurch sie sich in diesem hydrophoben Bereich des aktiven Zentrums aufhalten können. Der Einschlussinhibitor enthält an anderer Stelle des Moleküls eine oder mehrere positiv geladene chemische Gruppen, was das Eindringen in die negativ geladene Umgebung des aktiven Zentrums erleichtert. Die Anwesenheit des Inhibitors im aktiven Zentrum verhindert die Spaltung des GLP-1, indem er den Platz des GLP-1 einnimmt. Dieser Vorgang heißt kompetitive Hemmung. Die Einschlussinhibitoren stellen derzeit die therapeutisch relevante Gruppe dar.

## Unerwünschte Wirkungen

### Nebenwirkungen
- Kopfschmerzen
- Schwindel
- Obstipation
- Infektionen
- Sehr selten kann es zu einer akuten Bauchspeicheldrüsenentzündung kommen

In Kombination mit einem Sulfonylharnstoff können schwere Hypoglykämien auftreten.

### Kontraindikationen
In tierexperimentellen Studien wurden Hinweise auf reproduktionstoxische Effekte gefunden. Deshalb sollten Gliptine nicht in Schwangerschaft und Stillzeit angewendet werden. Darüber hinaus sind DPP-4-Inhibitoren nicht geeignet für Patienten mit einem Risiko für Pankreatitis.

## Arzneistoffe
- Alogliptin (Vipdomet: Kombination mit Metformin)
- Anagliptin
- Bisegliptin
- Carmegliptin
- Denagliptin
- Dutogliptin
- Evogliptin
- Gemigliptin
- Gosogliptin
- Linagliptin (Handelsname: Trajenta)
- Melogliptin
- Omarigliptin
- Saxagliptin (Handelsnamen: Onglyza; als Kombinationspräparat mit Metformin: Komboglyze)
- Sitagliptin (Handelsnamen: Januvia und Xelevia sowie Janumet und Velmetia als Kombinationspräparate mit Metformin)
- Teneligliptin
- Trelagliptin
- Vildagliptin (Handelsnamen: Galvus und Jalra sowie Eucreas und Icandra als Kombinationspräparate mit Metformin).